# Major League Soccer 2020
Die 25. Major-League-Soccer-Saison wurde am 29. Februar 2020 eröffnet und endete mit dem MLS-Cup-Finale am 12. Dezember desselben Jahres. Es nahmen 26 Mannschaften am Spielbetrieb teil, wovon 23 aus den Vereinigten Staaten und drei aus Kanada stammten.
Titelverteidiger des Supporters’ Shield war der Los Angeles FC, der seinen Titel nicht verteidigen konnte und von Philadelphia Union beerbt wurde. Amtierender MLS-Cup-Sieger waren die Seattle Sounders, die erneut ins Finale einzogen, aber dort der Columbus Crew unterlagen, die ihren 2. Titel nach 2008 gewann.

## Änderungen gegenüber der Saison 2019
- Inter Miami (Eastern Conference) und der Nashville SC (Western Conference) traten als 25. und 26. Franchise der Major League Soccer bei[1][3]
- Chicago Fire kehrte vom SeatGeek Stadium in Bridgeview in das Soldier Field in Chicago zurück und verlegte seinen Sitz ebenfalls nach Chicago
- Als Grundlage für die Tabellenberechnung galten aufgrund der unterschiedlichen Anzahl an absolvierten Partien folgende Kriterien: 1) Punkteschnitt (Punkte pro Spiel); 2) Siege; 3) Tordifferenz

## Auswirkungen der COVID-19-Pandemie
Aufgrund der globalen COVID-19-Pandemie erklärte die Liga nach Absprachen mit den CDC und der PHAC am 11. März 2020, den Spielbetrieb vorerst für 30 Tage komplett einzustellen. Zu diesem Zeitpunkt waren bislang alle 26 terminierten Partien der ersten beiden Spieltage absolviert worden. Am 19. März verlängerte die MLS die Pause bis zum 10. Mai und am 17. April bis mindestens zum 8. Juni.
Der Spielbetrieb wurde schließlich am 8. Juli wieder im Rahmen des MLS is Back Tournament, an dem nur 24 Franchises teilnahmen, wieder aufgenommen. Der FC Dallas hatte bereits vor dem Start des Turniers wegen teaminternen COVID-19-Fällen von der Teilnahme zurückgezogen, der Nashville SC zog kurz vor dem ersten eigenen Spiel aus demselben Grund nach. Ort der Austragung war das Champion Stadium im Disney Land Resort in der Nähe von Orlando, Florida. Nach einer Gruppenphase mit Vierergruppen wurde seit dem 24. Juli 2020 eine Finalrunde mit Endspiel, das die Portland Timbers gewannen, am 11. August 2020 absolviert. Die Timbers erhielten einen Startplatz für die CONCACAF Champions League 2021, im Anschluss an das Turnier wurde die reguläre Saison zum 12. August weitergeführt. Da sich alle Mannschaften für die Zeit des Turniers im Resort aufhalten mussten, sollte einer Ausbreitung des Virus vorgebeugt werden, darüber hinaus waren keine Zuschauer zugelassen. Alle Ergebnisse aus der Gruppenphase wurden in die jeweiligen Conference-Tabellen sowie in die Gesamtrangliste übernommen.

## Teilnehmende Mannschaften
In der Saison 2020 nahmen 26 Franchises an der Major League Soccer teil. 23 der 26 Franchises waren in den Vereinigten Staaten, drei in Kanada beheimatet. Die auf der Karte mit einem blauen Punkt markierten Mannschaften spielten in der Western, die mit einem roten Punkt markierten in der Eastern Conference. Der Nashville SC wurde nach dem 2. Spieltag aufgrund des MLS-is-Back-Turniers bis zum Saisonende in die Eastern Conference versetzt.
| Atlanta |

| Chicago |

| Commerce City |

| Columbus |

| Washington, D.C. |

| Frisco |

| Houston |

| Carson |

| Los Angeles |

| Golden Valley |

| Montreal |

| Foxborough |

| New York City |

| Harrison |

| Orlando |

| Chester |

| Portland |

| Sandy |

| San José |

| Seattle |

| Kansas City |

| Toronto |

| Vancouver |

| Cincinnati |

| Fort Lauderdale |

| Nashville |

| Franchise              | Standort                    | Stadion                    | Kapazität |
| ---------------------- | --------------------------- | -------------------------- | --------- |
| Atlanta United         | Atlanta, Georgia            | Mercedes-Benz Stadium      | 42.500    |
| Chicago Fire           | Chicago, Illinois           | Soldier Field              | 61.500    |
| FC Cincinnati          | Cincinnati, Ohio            | Nippert Stadium            | 33.800    |
| Colorado Rapids        | Commerce City, Colorado     | Dick’s Sporting Goods Park | 18.086    |
| Columbus Crew          | Columbus, Ohio              | Mapfre Stadium             | 20.145    |
| D.C. United            | Washington, D.C.            | Audi Field                 | 20.000    |
| FC Dallas              | Frisco, Texas               | Toyota Stadium             | 20.500    |
| Houston Dynamo         | Houston, Texas              | BBVA Stadium               | 22.039    |
| LA Galaxy              | Carson, Kalifornien         | Dignity Health Sports Park | 27.000    |
| Los Angeles FC         | Los Angeles, Kalifornien    | Banc of California Stadium | 22.000    |
| Inter Miami            | Fort Lauderdale, Florida    | Inter Miami Stadium        | 18.000    |
| Minnesota United       | Golden Valley, Minnesota    | Allianz Field              | 19.400    |
| Montreal Impact        | Montreal, Québec            | Stade Saputo               | 20.801    |
| Nashville SC           | Nashville, Tennessee        | Nissan Stadium             | 69.143    |
| New England Revolution | Foxborough, Massachusetts   | Gillette Stadium           | 20.000    |
| New York City FC       | New York City, New York     | Yankee Stadium             | 33.444    |
| New York Red Bulls     | Harrison, New Jersey        | Red Bull Arena             | 25.000    |
| Orlando City           | Orlando, Florida            | Exploria Stadium           | 25.500    |
| Philadelphia Union     | Chester, Pennsylvania       | Subaru Park                | 18.500    |
| Portland Timbers       | Portland, Oregon            | Providence Park            | 25.218    |
| Real Salt Lake         | Sandy, Utah                 | Rio Tinto Stadium          | 20.213    |
| San José Earthquakes   | San José, Kalifornien       | Earthquakes Stadium        | 18.000    |
| Seattle Sounders       | Seattle, Washington         | CenturyLink Field          | 38.300    |
| Sporting Kansas City   | Kansas City, Missouri       | Children’s Mercy Park      | 18.467    |
| Toronto FC             | Toronto, Ontario            | BMO Field                  | 30.991    |
| Vancouver Whitecaps    | Vancouver, British Columbia | BC Place Stadium           | 21.000    |

## Regular Season

### Tabellen
Als Grundlage für die Tabellenberechnung galten aufgrund der unterschiedlichen Anzahl an absolvierten Partien folgende Kriterien: 1) Punkteschnitt (Punkte pro Spiel); 2) Siege; 3) Tordifferenz.

#### Eastern Conference
| Pl.             | Verein                 | Sp. | S  | U | N  | Tore    | Diff. | Punkte |
| --------------- | ---------------------- | --- | -- | - | -- | ------- | ----- | ------ |
| 1.              | Philadelphia Union     | 23  | 14 | 5 | 4  | 044:200 | +24   | 47     |
| 2.              | Toronto FC CAN         | 23  | 13 | 5 | 5  | 033:260 | +7    | 44     |
| 3.              | Columbus Crew          | 23  | 12 | 5 | 6  | 036:210 | +15   | 41     |
| 4.              | Orlando City           | 23  | 11 | 8 | 4  | 040:250 | +15   | 41     |
| 5.              | New York City FC       | 23  | 12 | 3 | 8  | 037:250 | +12   | 39     |
| 6.              | New York Red Bulls     | 23  | 9  | 5 | 9  | 029:310 | −2    | 32     |
| 7.              | Nashville SC 1         | 23  | 8  | 8 | 7  | 024:220 | +2    | 32     |
| 8.              | New England Revolution | 23  | 8  | 8 | 7  | 026:250 | +1    | 32     |
| 9.              | Montreal Impact CAN    | 23  | 8  | 2 | 13 | 033:430 | −10   | 26     |
| 10.             | Inter Miami            | 23  | 7  | 3 | 13 | 025:350 | −10   | 24     |
| 11.             | Chicago Fire           | 23  | 5  | 8 | 10 | 033:390 | −6    | 23     |
| 12.             | Atlanta United         | 23  | 6  | 4 | 13 | 023:300 | −7    | 22     |
| 13.             | D.C. United            | 23  | 5  | 6 | 12 | 025:410 | −16   | 21     |
| 14.             | FC Cincinnati          | 23  | 4  | 4 | 15 | 012:360 | −24   | 16     |
| Stand: Endstand |                        |     |    |   |    |         |       |        |

#### Western Conference
| Pl.             | Verein                  | Sp. | S  | U | N  | Tore    | Diff. | Punkte |
| --------------- | ----------------------- | --- | -- | - | -- | ------- | ----- | ------ |
| 1.              | Sporting Kansas City    | 21  | 12 | 3 | 6  | 038:250 | +13   | 39     |
| 2.              | Seattle Sounders        | 22  | 11 | 6 | 5  | 044:230 | +21   | 39     |
| 3.              | Portland Timbers        | 23  | 11 | 6 | 6  | 046:350 | +11   | 39     |
| 4.              | Minnesota United        | 21  | 9  | 7 | 5  | 036:260 | +10   | 34     |
| 5.              | Colorado Rapids         | 18  | 8  | 4 | 6  | 032:280 | +4    | 28     |
| 6.              | FC Dallas               | 22  | 9  | 7 | 6  | 028:240 | +4    | 34     |
| 7.              | Los Angeles FC          | 22  | 9  | 5 | 8  | 047:390 | +8    | 32     |
| 8.              | San José Earthquakes    | 23  | 8  | 6 | 9  | 035:510 | −16   | 30     |
| 9.              | Vancouver Whitecaps CAN | 23  | 9  | 0 | 14 | 027:440 | −17   | 27     |
| 10.             | LA Galaxy               | 22  | 6  | 4 | 12 | 027:460 | −19   | 22     |
| 11.             | Real Salt Lake          | 22  | 5  | 7 | 10 | 025:350 | −10   | 22     |
| 12.             | Houston Dynamo          | 23  | 4  | 9 | 10 | 030:400 | −10   | 21     |
| Stand: Endstand |                         |     |    |   |    |         |       |        |

| Nach der Regular Season: Teilnahme an der 1. Runde der MLS-Cup-Play-offs und an der CONCACAF Champions League 2021 Teilnahme an der 1. Runde der MLS-Cup-Play-offs Teilnahme an der Play-in-Runde der MLS-Cup-Play-offs |

#### Gesamttabelle
Die Gesamttabelle bildet die Leistung aller 26 Teilnehmer während der Regular Season im Vergleich ab. Auch die Ergebnisse der Gruppenphase des MLS-is-Back-Turniers, an dem der FC Dallas und der Nashville SC nicht teilnehmen konnten, flossen mit ein.
| Pl.             | Verein                  | Sp. | S  | U | N  | Tore    | Diff. | Punkte |
| --------------- | ----------------------- | --- | -- | - | -- | ------- | ----- | ------ |
| 1.              | Philadelphia Union      | 23  | 14 | 5 | 4  | 044:200 | +24   | 47     |
| 2.              | Toronto FC CAN          | 23  | 13 | 5 | 5  | 033:260 | +7    | 44     |
| 3.              | Sporting Kansas City    | 21  | 12 | 3 | 6  | 038:250 | +13   | 39     |
| 4.              | Columbus Crew           | 23  | 12 | 5 | 6  | 036:210 | +15   | 41     |
| 5.              | Orlando City            | 23  | 11 | 8 | 4  | 040:250 | +15   | 41     |
| 6.              | Seattle Sounders        | 22  | 11 | 6 | 5  | 044:230 | +21   | 39     |
| 7.              | New York City FC        | 23  | 12 | 3 | 8  | 037:250 | +12   | 39     |
| 8.              | Portland Timbers        | 23  | 11 | 6 | 6  | 046:350 | +11   | 39     |
| 9.              | Minnesota United        | 21  | 9  | 7 | 5  | 036:260 | +10   | 34     |
| 10.             | Colorado Rapids         | 18  | 8  | 4 | 6  | 032:280 | +4    | 28     |
| 11.             | FC Dallas               | 22  | 9  | 7 | 6  | 028:240 | +4    | 34     |
| 12.             | Los Angeles FC          | 22  | 9  | 5 | 8  | 047:390 | +8    | 32     |
| 13.             | New York Red Bulls      | 23  | 9  | 5 | 9  | 029:310 | −2    | 32     |
| 14.             | Nashville SC            | 23  | 8  | 8 | 7  | 024:220 | +2    | 32     |
| 15.             | New England Revolution  | 23  | 8  | 8 | 7  | 026:250 | +1    | 32     |
| 16.             | San José Earthquakes    | 23  | 8  | 6 | 9  | 035:510 | −16   | 30     |
| 17.             | Vancouver Whitecaps CAN | 23  | 9  | 0 | 14 | 027:440 | −17   | 27     |
| 18.             | Montreal Impact CAN     | 23  | 8  | 2 | 13 | 033:430 | −10   | 26     |
| 19.             | Inter Miami             | 23  | 7  | 3 | 13 | 025:350 | −10   | 24     |
| 20.             | LA Galaxy               | 22  | 6  | 4 | 12 | 027:460 | −19   | 22     |
| 21.             | Real Salt Lake          | 22  | 5  | 7 | 10 | 025:350 | −10   | 22     |
| 22.             | Chicago Fire            | 23  | 5  | 8 | 10 | 033:390 | −6    | 23     |
| 23.             | Atlanta United          | 23  | 6  | 4 | 13 | 023:300 | −7    | 22     |
| 24.             | D.C. United             | 23  | 5  | 6 | 12 | 025:410 | −16   | 21     |
| 25.             | Houston Dynamo          | 23  | 4  | 9 | 10 | 030:400 | −10   | 21     |
| 26.             | FC Cincinnati           | 23  | 4  | 4 | 15 | 012:360 | −24   | 16     |
| Stand: Endstand |                         |     |    |   |    |         |       |        |

| Nach der Saison: |
| Teilnahme an der CONCACAF Champions League 2021 als beste Mannschaft der Regular Season Teilnahme an der CONCACAF Champions League 2021 als Sieger des MLS-Cup-Finales Teilnahme an der CONCACAF Champions League 2021 als Sieger des MLS-is-Back-Turniers Teilnahme an der CONCACAF Champions League 2021 als Sieger des U.S.-Open-Cups 2019 Teilnahme an der CONCACAF Champions League 2021 als Sieger der Canadian Championship 2020 |

### Torschützen
Die folgende Liste enthält die Rangliste der Torschützen der Regular Season sowie des MLS-is-Back-Turniers. Die Sortierung erfolgt analog zur Liste der Liga.
| Rang | Spieler        | Verein           | Tore |
| ---- | -------------- | ---------------- | ---- |
| 1.   | Diego Rossi    | Los Angeles FC   | 14   |
| 2.   | Gyasi Zardes   | Columbus Crew    | 12   |
| 2.   | Raúl Ruidíaz   | Seattle Sounders | 12   |
| 2.   | Robert Berić   | Chicago Fire     | 12   |
| 5.   | Jordan Morris  | Seattle Sounders | 10   |
| 5.   | Chris Mueller  | Orlando City     | 10   |
| 5.   | Cristian Pavón | LA Galaxy        | 10   |

Stand: Endstand

## MLS Cup Play-offs
Die MLS Cup Play-offs 2020 begannen mit den Spielen der Play-in-Runde (an der nur vier Teams der Eastern Conference teilnahmen) am 21. November und endeten mit dem Finale am 12. Dezember 2020. In Klammern ist die Platzierung in der jeweiligen Conference-Tabelle aus der Regular Season angegeben. Die ranghöhere Mannschaft hatte stets Heimrecht.

### Play-in-Runde
Da die Eastern Conference nach dem Wechsel des Nashville SC über 14 und die Western Conference nur über 12 Mannschaften verfügte, wurde im Osten eine zusätzliche Play-in-Runde mit den Teams der Plätze 7 bis 10 ausgetragen.
| Datum             |                            | Ergebnis  |                     |
| ----------------- | -------------------------- | --------- | ------------------- |
| 21. November 2020 | New England Revolution [8] | 2:1 (1:0) | Montreal Impact [9] |
| 21. November 2020 | Nashville SC [7]           | 3:0 (2:0) | Inter Miami [10]    |

### 1. Runde
Eastern Conference
| Datum             |                        | Ergebnis              |                            |
| ----------------- | ---------------------- | --------------------- | -------------------------- |
| 21. November 2020 | Orlando City [4]       | 1:1 (1:1) (3:1 i. E.) | New York City FC [5]       |
| 21. November 2020 | Columbus Crew [3]      | 3:2 (1:1)             | New York Red Bulls [6]     |
| 24. November 2020 | Philadelphia Union [1] | 0:2 (0:2)             | New England Revolution [8] |
| 24. November 2020 | Toronto FC [2]         | 0:1 n. V.             | Nashville SC [7]           |

Western Conference
| Datum             |                          | Ergebnis              |                          |
| ----------------- | ------------------------ | --------------------- | ------------------------ |
| 22. November 2020 | Sporting Kansas City [1] | 3:3 (3:3) (3:0 i. E.) | San José Earthquakes [8] |
| 22. November 2020 | Portland Timbers [3]     | 1:1 (1:1) (7:8 i. E.) | FC Dallas [6]            |
| 22. November 2020 | Minnesota United [4]     | 3:0 (1:0)             | Colorado Rapids [5]      |
| 24. November 2020 | Seattle Sounders [2]     | 3:1 (1:0)             | Los Angeles FC [7]       |

### Conference-Halbfinale
Eastern Conference
| Datum             |                   | Ergebnis  |                            |
| ----------------- | ----------------- | --------- | -------------------------- |
| 29. November 2020 | Orlando City [4]  | 1:3 (1:2) | New England Revolution [8] |
| 29. November 2020 | Columbus Crew [3] | 2:0 n. V. | Nashville SC [7]           |

Western Conference
| Datum            |                          | Ergebnis  |                      |
| ---------------- | ------------------------ | --------- | -------------------- |
| 1. Dezember 2020 | Seattle Sounders [2]     | 1:0 (0:0) | FC Dallas [6]        |
| 3. Dezember 2020 | Sporting Kansas City [1] | 0:3 (0:3) | Minnesota United [4] |

### Conference-Finale
Eastern Conference
| Datum            |                   | Ergebnis  |                            |
| ---------------- | ----------------- | --------- | -------------------------- |
| 6. Dezember 2020 | Columbus Crew [3] | 1:0 (0:0) | New England Revolution [8] |

Western Conference
| Datum            |                      | Ergebnis  |                      |
| ---------------- | -------------------- | --------- | -------------------- |
| 7. Dezember 2020 | Seattle Sounders [2] | 3:2 (0:1) | Minnesota United [4] |

### MLS-Cup-Finale
Da die Columbus Crew in der Gesamttabelle besser abgeschnitten hatte, fand das Spiel im Mapfre Stadium in Columbus, Ohio statt. Für sie war es die dritte Finalteilnahme nach 2008 und 2015, Titelverteidiger Seattle bestritt hingegen nach 2016, 2017 und 2019 zum vierten Mal das Endspiel. Die Columbus Crew gewann ihren 2. Titel nach 2008.
| Columbus Crew (2.)                                               | Columbus Crew (2.) | Seattle Sounders (6.) | Seattle Sounders (6.) | Aufstellung                                                |
| ---------------------------------------------------------------- | --- | --- | --------------------- | ---------------------------------------------------------- |
| Columbus Crew (2.)                                               | \| 12. Dezember um 20:00 Uhr EST in Columbus, Ohio (Mapfre Stadium) \| \| Ergebnis: 3:0 (2:0) \| \| Zuschauer: 1.500 \| \| Schiedsrichter: Jair Marrufo \| \| Spielbericht \|                                                                          | \| 12. Dezember um 20:00 Uhr EST in Columbus, Ohio (Mapfre Stadium) \| \| Ergebnis: 3:0 (2:0) \| \| Zuschauer: 1.500 \| \| Schiedsrichter: Jair Marrufo \| \| Spielbericht \| | Seattle Sounders (6.) | Aufstellung Columbus Crew (2.) gegen Seattle Sounders (6.) |
| Columbus Crew (2.)                                               | Eloy Room – Harrison Afful, Jonathan Mensah, Josh Williams, Milton Valenzuela – Aidan Morris, Artur (88. Fatai Alashe), Lucas Zelarayán – Luis Díaz (90. Waylon Francis), Gyasi Zardes, Derrick Etienne (83. Héctor Jiménez) Cheftrainer: Caleb Porter | Stefan Frei – Alex Roldan, Yeimar Gómez, Shane O’Neill (77. Jimmy Medranda), Nouhou Tolo (46. Brad Smith) – Cristian Roldan (60. Kelvin Leerdam), João Paulo (60. Will Bruin), Nicolás Lodeiro – Jordan Morris, Raúl Ruidíaz, Joevin Jones (46. Gustav Svensson) Cheftrainer: Brian Schmetzer | Seattle Sounders (6.) | Aufstellung Columbus Crew (2.) gegen Seattle Sounders (6.) |
| Columbus Crew (2.)                                               | 1:0 Zelarayán (25.) 2:0 Etienne (31.) 3:0 Zelarayán (82.) | | Seattle Sounders (6.) | Aufstellung Columbus Crew (2.) gegen Seattle Sounders (6.) |
| Columbus Crew (2.)                                               | João Paulo (28.), Smith (49.) | | Seattle Sounders (6.) | Aufstellung Columbus Crew (2.) gegen Seattle Sounders (6.) |
| Columbus Crew (2.)                                               | Spieler des Spiels: Lucas Zelarayán | | Seattle Sounders (6.) | Aufstellung Columbus Crew (2.) gegen Seattle Sounders (6.) |
| 12. Dezember um 20:00 Uhr EST in Columbus, Ohio (Mapfre Stadium) | | |                       |                                                            |
| Ergebnis: 3:0 (2:0)                                              | | |                       |                                                            |
| Zuschauer: 1.500                                                 | | |                       |                                                            |
| Schiedsrichter: Jair Marrufo                                     | | |                       |                                                            |
| Spielbericht                                                     | | |                       |                                                            |

## Nationale Pokalwettbewerbe
Hauptartikel: Lamar Hunt U.S. Open Cup 2020

Hauptartikel: Canadian Championship 2020
Die 23 US-amerikanischen Mannschaften der MLS hätten am nicht ausgetragenen Lamar Hunt U.S. Open Cup 2020 teilnehmen sollen, während die drei kanadischen MLS-Teams die Canadian Championship 2020 bestritten. Die beiden Turniere sind die Pokalrunden der USA bzw. Kanadas, die im K.o.-System ausgespielt werden. Der Sieger der Canadian Championship qualifiziert sich für die CONCACAF Champions League 2021.

## Internationale Wettbewerbe
An der CONCACAF Champions League 2021 nehmen Philadelphia Union als Sieger des Supporters’ Shield 2020, die Portland Timbers als Sieger des MLS-is-Back-Turniers, die Columbus Crew als Sieger des MLS-Cup-Finales sowie Atlanta United, das als Sieger des U.S.-Open-Cups 2019 zur Teilnahme gemeldet wird, da der Wettbewerb in der Saison 2020 nicht ausgetragen werden konnte.